# Síndrome de fasciculación benigno
El síndrome de fasciculación benigna (BFS) se caracteriza por la fasciculación (contracciones) de los músculos voluntarios del cuerpo. La contracción puede ocurrir en cualquier grupo de músculos voluntarios, pero es más común en los párpados, brazos, manos, dedos, piernas y pies. La lengua también puede verse afectada. Las contracciones pueden ser ocasionales o continuas. El BFS debe distinguirse de otras condiciones que incluyen espasmos musculares.

## Signos y síntomas
El principal síntoma es la actividad muscular involuntaria focal o generalizada (fasciculación). Las contracciones benignas suelen tener una ubicación constante. Otros síntomas comunes son fatiga o debilidad generalizada, parestesia o entumecimiento y calambres o espasmos musculares. Los trastornos y síntomas de ansiedad y síntomas somáticos también se informan con frecuencia. También puede presentarse rigidez muscular; si la debilidad muscular no está presente y los calambres son más intensos, la rigidez puede clasificarse como síndrome de fasciculación por calambre. La fasciculación de calambres es una variante del BFS que se presenta con dolor muscular e intolerancia al ejercicio.

## Causas
La causa exacta es desconocida. El trastorno de ansiedad por la salud puede ser una causa entre las personas que se preocupan de tener una enfermedad de las neuronas motoras; esta preocupación persistente es una afección psiquiátrica que se observa principalmente entre los profesionales de la salud y los médicos. Se establece una asociación con el nivel de ansiedad; Según los informes, el BFS se encuentra entre "estudiantes de medicina ansiosos" y médicos menores de 40 años.
Las fasciculaciones pueden ser causadas o empeoradas por periodos intensos y prolongados de ejercicio diario.
También puede ser causado por el uso prolongado de anticolinérgicos, y las fasciculaciones pueden ser causadas por el uso de otras drogas o la exposición a esteroides, nicotina, cafeína, alcohol, insecticidas y pesticidas. La enfermedad de la tiroides también puede causar síntomas similares.
Las fasciculaciones también pueden ser causadas por deficiencias de magnesio y/o calcio.
El desorden no es peligroso para la vida y generalmente no inhabilita, a pesar de que puede ser bastante persistente y crear un cierto grado de inhabilidad, especialmente si el dolor está también presente. En muchos casos, sin embargo, la ansiedad que lo acompaña es lo que inhabilita más que la enfermedad misma.